# Списак основних школа у Пчињском округу
Списак државних основних школа у Пчињском управном округу, односно Граду Врању и општинама Босилеград, Бујановац, Владичин Хан, Прешево, Сурдулица и Трговиште.

## Град Врање
| Основна школа                   | Адреса                      | Година оснивања | Ранији назив |  |
| ------------------------------- | --------------------------- | --------------- | ------------ |  |
| Врање                           |                             |                 |              |  |
| МШ „Стеван Мокрањац”            | Боре Станковића 10          |                 |              |  |
| ОШ „Бранко Радичевић”           | Косовска бб                 |                 |              |  |
| ОШ „Вук Караџић”                | Пионирска бб                |                 |              |  |
| ОШ „Доситеј Обрадовић”          | Омладинска 2                |                 |              |  |
| ОШ „Јован Јовановић Змај”       | Јужноморавска 9             |                 |              |  |
| ОШ „Радоје Домановић”           | Партизански пут бб          |                 |              |  |
| ОШ „Светозар Марковић”          |                             |                 |              |  |
| ШОСО „Вуле Антић”               | Радних бригада 2            |                 |              |  |
| Остала места                    |                             |                 |              |  |
| ОШ „1. мај”                     | Народног фронта бб, Вртогош |                 |              |  |
| ОШ „Бора Станковић”             | Тибужде бб                  |                 |              |  |
| ОШ „Краљ Петар I Ослободилац”   | Крива Феја                  |                 |              |  |
| ОШ „Предраг Девеџић”            | Врањска Бања                |                 |              |  |
| ОШ „Бранислав Нушић”            | Ратаје                      |                 |              |  |
| ОШ „Краљ Петар I – Ослободилац” | Корбевац                    |                 |              |  |

## Општина Босилеград
| Основна школа        | Адреса            | Година оснивања | Ранији назив |
| -------------------- | ----------------- | --------------- | ------------ |
| ОШ „Георги Димитров” | Иво Лола Рибар бб |                 |              |

## Општина Бујановац
| Основна школа               | Адреса                  | Година оснивања | Ранији назив |
| --------------------------- | ----------------------- | --------------- | ------------ |
| ОШ „Бора Станковић”         | Кленике бб              |                 |              |
| ОШ „Бранко Радичевић”       | Бранка Радичевића 1     |                 |              |
| ОШ „Муарем Кадрију”         | Велики Трновац бб       |                 |              |
| ОШ „Наим Фрашери”           | Доситеја Обрадовића 13  |                 |              |
| ОШ „Али Бекташи”            | Несалце                 |                 |              |
| ОШ „Миђени”                 | Муховац                 |                 |              |
| Музичка школа Бујановац     | Карађорђа Петровића 294 |                 |              |
| ОШ „Сами Фрашери”           | Лучане                  |                 |              |
| ОШ „Вук Стефановић Караџић” | Левосоје                |                 |              |
| ОШ „Десанка Максимовић”     | Биљача                  |                 |              |
| „ОШ Драгомир Трајковић”     | Жбевац                  |                 |              |

## Општина Владичин Хан
| Основна школа               | Адреса           | Година оснивања | Ранији назив |
| --------------------------- | ---------------- | --------------- | ------------ |
| ОШ „Бранко Радичевић”       | Боре Станковић 4 |                 |              |
| ОШ „Вук Караџић”            | Стубал бб        |                 |              |
| ОШ „Свети Сава”             | Ђуре Јакшића бб  |                 |              |
| ОШ „Војвода Радомир Путник” | Џеп              |                 |              |

## Општина Прешево
| Основна школа                | Адреса          | Година оснивања | Ранији назив |
| ---------------------------- | --------------- | --------------- | ------------ |
| ОШ 9. мај                    | Рељан бб        |                 |              |
| ОШ Професор Ибрахим Кељменди | 15. новембар 10 |                 |              |
| ОШ „Вук Караџић”             | Железничка 14/б |                 |              |
| ОШ „Абдулах Крашница”        | Миратовац бб    |                 |              |
| ОШ „Селами Халичи”           | Ораовица бб     |                 |              |
| ОШ „Миђени”                  | Церевајка бб    |                 |              |
| ОШ „Зенељ Хајдини”           | Рајинце бб      |                 |              |
| ОШ „Дитурија”                | Црнотинце бб    |                 |              |

## Општина Сурдулица
| Основна школа                 | Адреса               | Година оснивања | Ранији назив |
| ----------------------------- | -------------------- | --------------- | ------------ |
| ОШ „Вук Караџић”              | Јадранска бб         |                 |              |
| ОШ „Пера Мачкатовац”          | Бело Поље бб         |                 |              |
| ОШ „Јован Јовановић Змај”     | Дринске дивизије 6   |                 |              |
| ОШ „Свети Сава”               | Божица бб            |                 |              |
| ОШ „Бора Станковић”           | Јелашница бб         |                 |              |
| ОШ „Иво Лола Рибар”           | Клисура бб           |                 |              |
| ОШ „Академик Ђорђе Лазаревић” | Власина Округлица бб |                 |              |

## Општина Трговиште
| Основна школа           | Адреса                  | Година оснивања | Ранији назив |
| ----------------------- | ----------------------- | --------------- | ------------ |
| ОШ „Бранко Радичевић”   | Српске ударне бригаде 1 |                 |              |
| ОШ „Бора Станковић”     | Ново Село бб            |                 |              |
| ОШ „Вук Караџић”        | Доњи Стајевац бб        |                 |              |
| ОШ „Жарко Зрењанин Уча” | Радовница бб            |                 |              |